# Binge (servizio di streaming)
Binge è un servizio australiano di video on-demand su abbonamento di proprietà di Hubbl, una società controllata da Foxtel. Il servizio è dedicato principalmente a contenuti di intrattenimento, tra cui serie televisive e film.

## Storia
Nell'agosto 2018, è stato riportato che Foxtel avrebbe annunciato un servizio di intrattenimento in abbonamento video on demand (SVOD). Il servizio, internamente chiamato in codice Project Jupiter, mirava a combattere la crescente concorrenza dei servizi di streaming come Netflix, Stan e Amazon Prime Video. Questo nuovo servizio sarebbe stato complementare al servizio SVOD sportivo di Foxtel che aveva ricevuto il via libera (poi lanciato come Kayo Sports).
Nell'ottobre 2018, è stato riportato che Project Jupiter sarebbe stato lanciato nella prima metà del 2019 in concomitanza con la stagione finale de Il Trono di Spade. Nel marzo dell'anno seguente, è stato reso noto che Foxtel aveva dato il via libera a Project Jupiter, ma che tuttavia non sarebbe stato lanciato all'inizio del 2019 come precedentemente riportato. Nel settembre 2019, è stato diffuso che Foxtel aveva riunito uno staff di 40 persone, che si trovava all'interno della stessa struttura della società sorella Kayo Sports, in vista del lancio. È stato anche rilevato che il nome in codice del servizio era cambiato da Project Jupiter a Project Ares.
Il 23 maggio 2020, è stato annunciato che il nuovo servizio si sarebbe chiamato Binge. Il lancio ufficiale è avvenuto il 25 maggio 2020.

### Abbonati
| Data              | Abbonati paganti | Abbonati totali | Note   |
| ----------------- | ---------------- | --------------- | ------ |
| 4 agosto 2020     | 185.000          | 217.000         | [ 7 ]  |
| 30 settembre 2020 | 290.000          | 321.000         | [ 8 ]  |
| Dicembre 2020     | 431.000          | 468.000         | [ 9 ]  |
| 31 marzo 2021     | 561.000          | 679.000         | [ 10 ] |
| 30 giugno 2021    | 733.000          | 827.000         | [ 11 ] |
| 31 dicembre 2021  | 928.000          | 1.040.000       | [ 12 ] |
| 8 agosto 2022     | 1.192.000        | 1.263.000       | [ 13 ] |
| 10 febbraio 2023  | 1.375.000        | 1.439.000       | [ 14 ] |
| 31 marzo 2023     | 1.484.000        | 1.529.000       | [ 15 ] |
| 9 agosto 2024     | 1.529.000        | 1.552.000       | [ 1 ]  |

## Contenuti
Al momento del lancio, Binge offriva oltre 10.000 ore di contenuti di intrattenimento, lifestyle, reality e film senza pubblicità, e si prevedeva che si sarebbe espanso fino a 20.000 ore di contenuti entro 12 mesi.

### Accordi di uscita
I contenuti di Binge provengono principalmente da accordi di produzione con Foxtel. Non tutti i contenuti disponibili su Foxtel possono essere disponibili su Binge a causa di accordi concorrenti con altri distributori (compresi altri canali televisivi australiani) e/o servizi di streaming in Australia.
Prima del lancio di Binge, Foxtel e Binge hanno acquisito i diritti australiani per i programmi originali di HBO Max distribuiti da Warner Bros. Television Studios. Nel settembre 2022, Foxtel ha annunciato che i contenuti di WWE Network sarebbero passati in esclusiva a Binge nel gennaio 2023. Successivamente, è stato confermato il lancio di HBO Max in Australia come servizio di streaming autonomo il 31 marzo 2025, più o meno intorno alla scadenza dell'accordo con la società madre Warner Bros. Discovery. Foxtel ha incluso tuttavia l'app di streaming e l'abbonamento al piano base con pubblicità sui propri box IQ per i propri abbonati senza costi aggiuntivi al momento del lancio, confermando che quasi tutti i contenuti di HBO e Warner Bros. Discovery sarebbero migrati sull'app Max e che Foxtel sarebbe stata partner di lancio di HBO Max grazie a un nuovo accordo. Inoltre, alla fine del 2024, la programmazione WWE è stata rimossa da Binge in due fasi, a causa del passaggio di tutta la programmazione WWE a Netflix. La prima fase ha visto l'abbandono dei contenuti WWE in diretta dal palinsesto di Fox8 nel settembre 2024, mentre la seconda fase ha visto l'abbandono di tutti i programmi rimanenti il giorno di Capodanno del 2025, con la conseguente chiusura del canale australiano WWE Network.
Tra i fornitori di Binge vi sono:
- 20th Television (tramite Walt Disney Studios; titoli selezionati)
- ABC Commercial[27]
- American International Pictures (tramite Amazon MGM Studios)
- All3Media[28]
- Amazon MGM Studios
- Amblin Partners (tramite NBCUniversal)
- Banijay[29]
- Cineflix Rights[30]
- CNN (tramite Warner Bros. Discovery)
- Columbia Pictures (tramite Sony Pictures)
- DC Entertainment (tramite Warner Bros. Discovery)
- Focus Features (tramite NBCUniversal)
- Fremantle[31]
- ITV Studios[32]
- Lionsgate
- Metro-Goldwyn-Mayer (tramite Amazon MGM Studios)
- Miramax (tramite Paramount Global)
- NBCUniversal[33]
- New Line Cinema (tramite Warner Bros. Discovery)
- Paramount Pictures (tramite Paramount Global)
- StudioCanal[34]
- Sony Pictures Television[35]
- Summit Entertainment (tramite Lionsgate)
- Telepictures (tramite Warner Bros. Discovery)
- TriStar Pictures (tramite Sony Pictures)
- Universal Pictures (tramite NBCUniversal)
- Paramount Global[36]
- Village Roadshow Pictures[37]
- Warner Bros. Pictures (tramite Warner Bros. Discovery)
- Warner Bros. Discovery[38]

### Film
Binge offre l'accesso ad alcune delle uscite cinematografiche di Foxtel che comprendono film australiani, blockbuster hollywoodiani, film britannici, film indipendenti e altre produzioni globali. Binge può condividere o meno l'uscita nello stesso giorno con Foxtel Movies, a seconda del titolo e dell'accordo di uscita con il suo distributore.

### Canali televisivi lineari in diretta
Binge trasmette anche una gamma di 34 reti televisive lineari in diretta, sia di Foxtel sia di altre emittenti.
Di proprietà di Foxtel:
- Foxtel One
- Showcase
- BoxSets
- Crime
- Famous
- Classics
- British
- Comedy
- FOX8
- Lifestyle
  - Lifestyle Food
  - Lifestyle Home
  - Arena
- Real Life
- Real Crime
- Real History

Altre emittenti:
- Bloomberg
- CNN
- MSNBC
- Investigation Discovery
- DocPlay
- Travel
- Discovery Turbo
- Discovery Channel
- Fashion TV
- LMN
- BBC UKTV
- TLC
- Universal TV
- Animal Planet
- DreamWorks Channel
- Cartoon Network
- Boomerang

### Produzioni originali
- Upright (2019-2022)
- Love Me (2021-presente)
- Colin from Accounts (2022-presente)
- Strife (2023-presente)
- How To Make Gravy (2024)